# Orden de la Mehdauia
Orden de la Mehdauia (Wissam al-Mahdawiya) es una condecoración creada por el  príncipe Mulay Hasan bin Mahdi en 1926.

## Diseño
Una estrella salomónica (seis puntas) azul con adornos de oro en el interior de las puntas y un centro circular orlado en azul en el anverso, mostrando la representación de un Sol poniente en un mar verde azulado, y en el reverso una inscripción en árabe que dice "Muley el Medhi Ben Ismail glorificado por Dios". La cinta es verde con una franja blanca en el centro, en sentido vertical.

## Grados y dignidades
- Clase Especial: Gran Collar o Qilada, reservado para los Jefes de Estado
- Primera Clase: Gran Oficial o Sumu-u
- Segunda Clase: Comendador de Número o Fajama
- Tercera Clase: Comendador o Saada
- Cuarta Clase: Oficial o Ytizas